# ستاره بزرگ (ترانه)
«ستاره بزرگ» (به انگلیسی: Big Star) چهارمین تک‌آهنگ آلبوم بدون کفش، بدون لباس، بدون مشکلات از هنرمند اهل ایالات متحده آمریکا کنی چزنی است.
این تک‌آهنگ در چارت‌های جزو ده ترانه اول قرار گرفت.